# Sphagnum simplex
Sphagnum simplex är en bladmossart som beskrevs av Allan James Fife 1996. Sphagnum simplex ingår i släktet vitmossor, och familjen Sphagnaceae. Inga underarter finns listade i Catalogue of Life.